# Lidivka, Malîn
Lidivka (în ucraineană Лідівка) este un sat în comuna Holovkî din raionul Malîn, regiunea Jîtomîr, Ucraina.

## Demografie
Componența lingvistică a localității Lidivka
     Ucraineană (100%)
Conform recensământului din 2001, toată populația localității Lidivka era vorbitoare de ucraineană (100%).